# Theridion bidepressum
Theridion bidepressum is een spinnensoort in de taxonomische indeling van de kogelspinnen (Theridiidae).
Het dier behoort tot het geslacht Theridion. De wetenschappelijke naam van de soort werd voor het eerst geldig gepubliceerd in 2005 door Chang-Min Yin, Peng & Zhang.